# 小松玲子
小松 玲子（こまつ れいこ）は、日本のサヌカイト演奏家、打楽器奏者。

## 来歴
香川県高松市出身。高松第一高等学校音楽科を経て、東京芸術大学打楽器科を卒業した。これまでに有賀誠門、高橋美智子、菅原淳、石内聡明、森ゆき子に師事。東京芸術大学管弦樂研究部や、東邦音楽大学附属東邦第二高等学校での講師歴がある。
2006年10月に高松市観光大使に委嘱された。
コマラジ「サヌカイトでシエスタ」でレギュラーパーソナリティを務めている (第1・第3水曜日)。

## 映画
- 香港映画『西遊記』
- ドキュメンタリー映画『千日回峰行　大満行』音楽担当

## 賞歴
- 2016年度よんでん芸術文化奨励賞[2]
- 東久邇宮文化褒賞[要出典]